# Dave Sardy
David Sardy (New York, 1967) è un produttore discografico e musicista statunitense.
Divenuto noto negli anni novanta come frontman dei Barkmarket, ha poi intrapreso una proficua carriera di produttore discografico, lavorando con vari gruppo rock alternative e hard rock.

## Biografia
Attivo alla fine degli anni ottanta e nei primi anni novanta come cantante, autore e chitarrista, specie con il gruppo Barkmarket, dalla metà degli anni novanta si è dedicato all'attività di produttore discografico, compositore e addetto al missaggio.
Ha lavorato nel campo del rock, del punk, del rock alternativo e della musica elettronica.
Nel 2006 ha vinto sei ARIA Awards per il lavoro con i Jet e nel 2008 altri tre ARIA awards per il lavoro con i Wolfmother. Ha vinto anche tre Grammy Awards (per i lavori con OK Go, Wolfmother e Marilyn Manson), nonché vari Brit Awards per i lavori con Oasis, Marilyn Manson, Wolfmother e The Ting Tings. Nel 2007 è stato nominato nuovamente ai Grammy Awards per la collaborazione con gli LCD Soundsystem e nel 2010 per quella con i Band of Horses.
Ha prodotto varie musiche utilizzate per spot televisivi.
Per gli Oasis ha prodotto due album, Don't Believe the Truth (2005) e Dig Out Your Soul (2008). Nel 2011 ha curato la produzione del disco d'esordio come solista di Noel Gallagher, Noel Gallagher's High Flying Birds.
Ha collaborato con Stage 6 Films, etichetta dipendente da Sony Pictures Entertainment, oltre che per i film 21, Zombieland e End of Watch, scritto e diretto da David Ayer. Ha prestato i propri servizi anche per The Green Hornet, Lawless, Mangia prega ama, Premium Rush, Ghost Rider - Spirito di vendetta, Sabotage e Bright, lavorando ancora con il regista David Ayer.
Nel 2019 ha iniziato a lavorare come produttore del nuovo album degli Who.
La sorella Marcia Schofield ha suonato la tastiera nei The Fall.